# ریماس کورتینایتیس
ریماس کورتینایتیس (انگلیسی: Rimas Kurtinaitis؛ زادهٔ ۱۵ مهٔ ۱۹۶۰) بازیکن سابق اهل اتحاد جماهیر شوروی سوسیالیستی  و مربی بسکتبال اهل لیتوانی است.
از باشگاه‌هایی که در آن بازی کرده‌است می‌توان به باشگاه بسکتبال رئال مادرید و باشگاه بسکتبال زسکا مسکو اشاره کرد.
وی در مسابقات کشوری و بین‌المللی در مجموع برندهٔ ۲ مدال طلا، ۳ مدال نقره، ۴ مدال برنز شده‌است.

## توضیحات
1. ↑  As a player-coach
2. ↑  As a player-coach